# Sistema Federal de Identificación Biométrica para la Seguridad
El Sistema Federal de Identificación Biométrica para la Seguridad (SIBIOS) fue creado por el decreto del Poder Ejecutivo Nacional Argentino número 1766/11, impulsado desde el Ministerio de Seguridad de la Nación. Tiene como objetivo central ser el marco para que la utilización de sistemas biométricos contribuyan a la seguridad pública y al esclarecimiento de hechos delictivos. Organizaciones defensoras de los derechos civiles en Internet pusieron reparos a la implementación del sistema por los riesgos que conlleva para la privacidad de las personas.

## Historia
Hasta el mes de marzo de 2011, la Policía Federal Argentina tenía entre sus facultades el otorgamiento a los ciudadanos del pasaporte y la cédula federal de identidad. Estas funciones fueron trasladadas al Registro Nacional de las Personas, quedando en la PFA un sistema AFIS con una capacidad más amplia de lo necesario.
Ese sistema había sido adquirido en el año 2010, desde el entonces Ministerio de Justicia, Seguridad y DDHH. Por tal motivo, desde el Ministerio de Seguridad de la Nación, se decidió promover la creación de SIBIOS, poniendo a disposición del país un AFIS criminal de última generación.
Si bien los rasgos biométricos que pueden procesarse en un sistema son varios (iris, rostro, ADN, etc.), el SIBIOS se basa en un sistema de reconocimiento automatizado de huellas dactilares (AFIS).
Se alimenta de las huellas decadactilares que toma el RENAPER en los trámites de pasaporte y DNI, y de los datos de las personas con causas penales. 
El primer objetivo, es lograr que todas las fuerzas de seguridad, tanto federales como provinciales, procesen rastros levantados de la escena del hecho sobre el SIBIOS. Cuantos más registros existan en el sistema, mayor será la posibilidad de esclarecer hechos criminales, según palabras de la presidenta Cristina Fernández de Kirchner en el acto de lanzamiento.
El objetivo último es la identificación fehaciente de personas.

## Procesamiento de rastros
El procesamiento de rastros es un proceso que comienza en la escena de un delito, en la que un perito dactiloscópico logra obtener la imagen de una huella digital que una persona haya dejado sobre una superficie en el lugar del hecho. Esas imágenes suelen ser parciales, no se sabe a qué dedo pertenecen y no siempre se logra una buena calidad.
Un AFIS criminal permite cargar esa imagen y buscar posibles coincidencias con todas las huellas previamente cargadas en el sistema, que devuelve una lista de candidatos sobre los cuales el perito luego debe resolver.
En la Argentina existen nueve provincias que poseen sistema AFIS. Son sistemas más pequeños, con escasa cantidad de fichas decadactilares en comparación con el SIBIOS. De todos modos, con esos sistemas se han logrado avances sustanciales en cuanto a la cantidad de hechos resueltos gracias al procesamiento de rastros.

## Identificación fehaciente de personas
Actualmente las fuerzas de seguridad, ante la imposibilidad de identificar a una persona en una actitud sospechosa, proceden al traslado de la misma a una comisaría para realizar la averiguación de antecedentes.
En un futuro, al contar con un dispositivo portátil, el personal policial podrá solicitar una huella dactilar e identificar de este modo a la persona, conociendo en tiempo real si tiene o no algún impedimento como ser un pedido de captura. De este modo se evitaría el traslado innecesario de personas a dependencias policiales.
Sin embargo sistemas similares ya existen en la Argentina al menos desde el año 2003.
```
Sistema Federal
```

El hecho de pertenecer a un sistema federal hace que la información en cuanto a temas de justicia y seguridad se encuentre fragmentada e incompleta.
El SIBIOS nace como el primer sistema que busca romper el obstáculo que esta situación representa, constituyéndose en el repositorio más completo del país en cuanto a datos biométricos aplicados a la seguridad pública.
Desde 2011, los implementadores del SIBIOS trabajan en conjunto con el NIST, (“National Institute of Standards and Technology”) de los EE. UU. para mantener el sistema alineado con los estándares de ese organismo.
Las personas se trasladan, pueden cometer delitos en diferentes jurisdicciones, por lo que el acceso a una base de datos común constituye un avance importante en materia de investigación criminal.

## El peligro de una sociedad de vigilancia
EFF viene advirtiendo desde hace tiempo que el seguimiento perfecto es dañino para una sociedad libre y democrática.